# L’amic de la meva amiga
L'amic de la meva amiga, títol original en francès L'Ami de mon amie, és una pel·lícula francesa dirigida per Éric Rohmer, i estrenada el 1987. És la sisena i última del cicle de "Comèdies i proverbis" (Comédies et proverbes). Va estar nominada el 1988 al César a la millor nova promesa femenina per Sophie Renoir i al César al millor guió original o adaptació per Rohmer. Va estar subtitulada i doblada al català.

## Argument
Blanche treballa als serveis culturals de l'Ajuntament de Cergy-Pontoise, al nord-oest de París. Viu sola a Belvédère, un singular complex d'apartaments. Practica esports nàutics i aprofita els migdies per nedar a la piscina. Coneix la Léa, estudiant d'informàtica, al menjador del consistori. La Léa que no sap nedar viu amb en Fabien que és molt esportista. Blanche s'ofereix per donar classes de natació a la Léa. A la piscina les dues amigues es trobaran amb l'Alexandre, un enginyer amic d'en Fabien.
A l'apartament de la Blanche la Léa lamenta no tenir el seu propi estudi i li comenta que la seva relació amb en Fabien està empitjorant, i Blanche es confessa atreta pel físic de l'Alexandre. Tot passejant, les dues noies es troben l'Alexandre a la terrassa d'un cafè amb la seva amiga Adrienne. Elles s'hi uneixen.Léa i l'Alexandre estableixen complicitat en la conversa, en canvi, la tímida Blanche, en queda al marge.
Passats uns dies Léa li comenta a Blanche que ha discutit amb en Fabien i que se'n va de vacances amb uns amics.Blanche i Fabien es troben casualment i queden per fer surf de vela al llac, iniciant una relació sentimental que Blanche decideix acabar amb el retorn de Léa. Les interrelacions entre els quatre protagonistes tenen el seu desenllaç en l'escena final localitzada en un restaurant prop del llac.

## Repartiment
- Emmanuelle Chaulet: Blanche
- Sophie Renoir: Léa
- Éric Viellard: Fabien
- François-Éric Gendron: Alexandre
- Anne-Laure Meury: Adrienne

## Al voltant de la pel·lícula
- L'Ami de mon amie és la sisena i última entrega del cicle de "Comédies et Proverbes" d'Éric Rohmer iniciada el 1981 amb La Femme de l'aviateur, i que va continuar amb Le Beau Mariage (1982), Pauline à la plage (1983), Les nuits de la pleine lune (1984) i Le Rayon vert (1986).[4]